# پیتر کورتزوگ
پیتر کورزوگ (انگلیسی: Peter Kurzweg؛ زادهٔ ۱۰ فوریهٔ ۱۹۹۴) بازیکن فوتبال اهل آلمان است.
از باشگاه‌هایی که در آن بازی کرده‌است می‌توان به باشگاه فوتبال وورتسبورگ کیکرز اشاره کرد.